# ليلة طويلة (فلم)
ليلةٌ طويلةٌ (بالإنجليزية: A Long Night) هو فيلم نيجيري صدرَ عام 2015 من إخراج إيكي نوابو.

## القصّة
تتعرضُ عائلةٌ ما لهجومٍ من قِبل لصوص مسلحين. كان من المفترض أن تكون عملية سطوٍ تمتدُّ لليلةٍ واحدةٍ لكنّ اللصوص فشلوا في الوصول إلى الأموال التي كانوا يبحثون عنها وهو ما يضطرّهم للانتظارِ حتى صباح اليوم الموالي للحصول على المال.

## طاقم التمثيل
| - فان فيكر - يوليوس أجو - ليبيسيوس بوز | - بيغي أوفير - بايراي مكنويزو - تمارا إيتيمو | - أوتشي جومبو - أوكي أوزويشي - اجوو |